# متطابقة فاندرموند

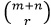

في التوافقيات، متطابقة فانديرموند (بالإنجليزية: Vandermonde's identity) هي المتطابقة التالية للمعاملات الثنائية:
{\displaystyle {m+n \choose r}=\sum _{k=0}^{r}{m \choose k}{n \choose r-k}}
حيث r و m و n أعداد صحيحة.
سميت هذه المتطابقة هكذا نسبة إلى ألكسندر ثيوفيل فانديرموند (1772)، رغم أنها كانت معروفة من قبل منذ 1303 لدى الرياضياتي الصيني زو شيجيه (شو شي-شييه).

## براهين

### جبري
بشكل عام، يعطى جداء متعددتي حدود درجتاهما "m" و "n" ، على التوالي، ب
{\displaystyle {\biggl (}\sum _{i=0}^{m}a_{i}x^{i}{\biggr )}{\biggl (}\sum _{j=0}^{n}b_{j}x^{j}{\biggr )}=\sum _{r=0}^{m+n}{\biggl (}\sum _{k=0}^{r}a_{k}b_{r-k}{\biggr )}x^{r},}
من خلال النظرية الحدانية
{\displaystyle .(1+x)^{m+n}=\sum _{k=0}^{m+n}{m+n \choose k}{x^{k}}}
باستخدام النظرية الحدانية أيضا ل m و n، ثم المعادلة أعلاه لجداء حدوديتين، نحصل على:
{\displaystyle {\begin{aligned}\sum _{k=0}^{m+n}{m+n \choose k}x^{k}&=(1+x)^{m+n}\\&=(1+x)^{m}(1+x)^{n}\\&={\biggl (}\sum _{i=0}^{m}{m \choose i}x^{i}{\biggr )}{\biggl (}\sum _{j=0}^{n}{n \choose j}x^{j}{\biggr )}\\&=\sum _{k=0}^{m+n}{\biggl (}\sum _{r=0}^{k}{m \choose r}{n \choose k-r}{\biggr )}x^{k},\end{aligned}}}
من خلال مقارنة معاملات xk نجد أن
{\displaystyle .\sum _{r=0}^{k}{m \choose r}{n \choose k-r}={m+n \choose k}}

## مثال استعمال
أثبت أن
{\displaystyle .\sum _{r=0}^{n}{n \choose r}^{2}={2n \choose n}}
المجموع أعلاه هو حالة خاصة من متطابقة فانديرموند عند {\displaystyle .m=k=n}
هكذا نحصل على
{\displaystyle .\sum _{r=0}^{n}{n \choose r}{n \choose n-r}={n+n \choose n}}
إذن، حسب المتطابقة {\displaystyle {n \choose r}={n \choose n-r}}، يكون

## متطابقة شو-فانديرموند
متطابقة شو-فانديرموند باسم فانديرموند والرياضياتي الصيني زو شيجيه (حوالي 1260 - حوالي 1320) تعمم متطابقة فانديرموند لقيم غير صحيحة (باستعمال التعريف المعمم للمعاملات الثنائية، {\displaystyle {z \choose k}={\frac {z(z-1)(z-2)\cdots (z-k+1)}{k!}}}):
{\displaystyle ,{s+t \choose n}=\sum _{k=0}^{n}{s \choose k}{t \choose n-k}}